# Philippe Folliot
Pour les articles homonymes, voir Folliot.
Philippe Folliot, né le 14 juillet 1963 à Albi (Tarn), est un homme politique français. Président de l'Alliance centriste, il est député de 2002 à 2020, puis sénateur du Tarn depuis 2020. Il est rattaché au Groupe Union centriste (Sénat).

## Biographie
Philippe Folliot naît le 14 juillet 1963 à Albi dans le département du Tarn,[réf. souhaitée] il est le fils de Lucien Folliot, ouvrier agricole à Aiguefonde devenu par la suite inséminateur artificiel à Vabres puis Saint-Pierre-de-Trivisy, et de Thérèse Corbière.
Diplômé de l'Institut d'études politiques de Toulouse en 1984.
Élu député sans-étiquette avec le soutien du RPF,, il est apparenté au groupe UDF à l'Assemblée nationale de 2002 à 2007. Il est réélu député (64,78 % au second tour) et devient apparenté au groupe Nouveau Centre tout en n'adhérant pas à ce parti.
Il échoue dans sa tentative de conquête de la municipalité de Castres lors des élections municipales françaises de 2008. 
En 2004, il annonce s'engager en faveur des Droits de l'homme au Tibet. En janvier 2004, lors de la visite officielle de Hu Jintao, qui assiste alors à une séance publique à l'Assemblée nationale en tant que président de la république populaire de Chine, le député Philippe Folliot restera debout immobile à sa place dans l'hémicycle avec un bâillon blanc sur la bouche « en signe de protestation sur la situation politique en Chine ».
Le 10 octobre 2011, Philippe Folliot annonce qu'il est favorable à la candidature de François Bayrou pour la présidentielle de 2012,.
En mars 2015 lors des élections départementales de 2015 dans le Tarn, en tandem avec Brigitte Pailhé-Fernandez dans le canton des Hautes Terres d'Oc, ils sont les deux seuls conseillers départementaux élus, dès le premier tour,. A la tête d'une coalition UMP-UDI-DVD il ne remplit pas l'objectif de faire basculer le département. Cet objectif n'est finalement pas atteint, mais il se présente tout de même à la présidence du conseil départemental. Il est battu par Thierry Carcenac (PS) avec 18 voix contre 28.
Il annonce finalement, en mars 2017, son soutien à Emmanuel Macron à l'élection présidentielle suivante et s'implique dans cette campagne en étant le seul député de l'opposition à l'avoir soutenu avant le premier tour.
Le 18 juin 2017, il est réélu député de la première circonscription du Tarn dans le cadre de la majorité présidentielle. avec 70,71 % des voix au 2d tour.
Lors de la crise du COVID19, il est mis en cause pour des liens supposés avec le régime chinois,,.
Fin 2021, il publie un recueil de poésie intitulé "Vagabondages, En vers vous".
Il soutient l'Ukraine après l'invasion par la Russie du 24 février 2022 et en février 2023, il se rend avec le député ukrainien Yehor Cherniev sur la ligne de front, devenant ainsi le premier parlementaire étranger à se rendre aussi près de la zone d'opérations militaires. Il y assiste aux tirs opérationnels du canon français CAESAr,. En juillet 2023, il retourne sur la ligne de front ukrainienne, en campagne du député allemand Marcus Faber, plus particulièrement pour observer les chars Léopard et les blindés AMX10-RC.

## Détail des mandats et fonctions

### Mandats en cours
- Depuis le 20 juillet 2017 : conseiller municipal de Saint-Pierre-de-Trivisy ;
- Depuis le 1er octobre 2020 : sénateur du Tarn.

### Anciens mandats
- 20 mars 1989 - 30 septembre 2000 : maire de Saint-Pierre-de-Trivisy ;
- 28 mars 1994 - 16 mars 2008 : conseiller général du Tarn ;
- 16 mars 1998 - 10 juillet 2002 : conseiller régional de Midi-Pyrénées ;
- 30 septembre 2000 - 18 mars 2001 : conseiller municipal de Saint-Pierre-de-Trivisy ;
- 16 mars 2008 - 30 mars 2014 : conseiller municipal de Castres ;
- 28 mars 2014 - 9 avril 2015 : maire de Saint-Pierre-de-Trivisy ;
- 9 avril 2016 - 20 juillet 2017 : premier-adjoint de Saint-Pierre-de-Trivisy ;
- 19 juin 2002 - 30 septembre 2020 : député du Tarn (élu dans la 3e circonscription de 2002 à 2012 puis dans la 1re circonscription de 2012 à 2020) ;
- 28 mars 2014 - 31 décembre 2016 : président de la Communauté de communes Val et Plateau Mont-de-Lacaune ;
- 2 avril 2015 - 27 juin 2021 : conseiller départemental du canton des Hautes Terres d'Oc (en tandem avec Brigitte Pailhé-Fernandez).

## Publications
- Philippe Folliot et Xavier Louy, France-sur-Mer : un empire oublié, Éditions du Rocher, 2009
- Philippe Folliot et Max Armengaud, Nòstra Montanha, la montagne Tarnaise, Éditions la Bibliotèca, 2015
- Philippe Folliot, Ma France – Chroniques des temps présents et futurs, Éditions la Bibliotèca, 2016
- Philippe Folliot et Christian Jost La Passion - Clipperton, l'île sacrifiée, Éditions la Bibliotèca, 2018
- Philippe Folliot, Ma France – Cent discours pour convaincre, Éditions la Bibliotèca, 2019
- Philippe Folliot, Ma France – Pérégrinations autour de mots, Editions la Bibliotèca, 2020
- Philippe Folliot et Germinal Gayola, Nòstre vilatge – Saint-Pierre-de-Trivisy, Éditions la Bibliotèca, 2020
- Philippe Folliot, Vagabondages – En Vers Vous, Éditions la Bibliotèca, 2021
- Philippe Folliot, France-sur-Mer : un incroyable gâchis, Éditions la Bibliotèca, 2022